# Wanda von Sacher-Masoch
Pour les articles homonymes, voir Sacher et Sacher-Masoch.

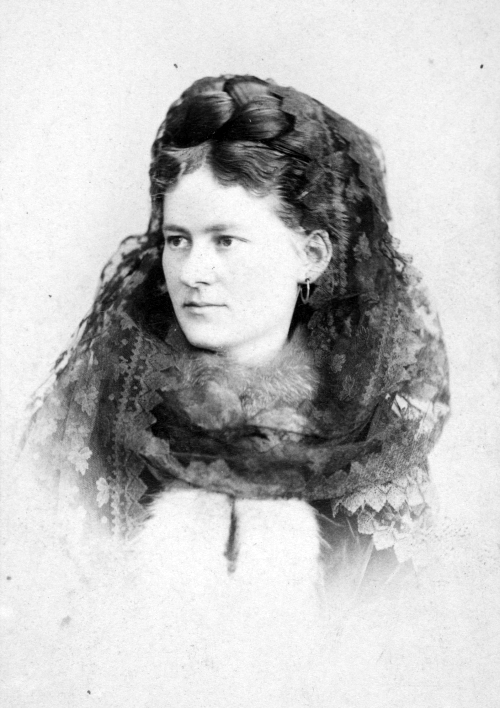

Angelika Aurora Rümelin, plus connue sous les noms de plume de Wanda von Sacher-Masoch et Wanda von Dunajew, est une personnalité autrichienne, née le 14 mars 1845 à Graz et morte en 1933 à Paris, qui fut traductrice et écrivain.
Elle commence à publier dès 1873. Elle devient célèbre après avoir publié son autobiographie en 1906 sous le nom de Wanda von Sacher-Masoch, publication qui déclencha une polémique.

## Qui est Wanda?
Wanda est le pseudonyme sous lequel elle devient célèbre en 1907.
Trente ans plus tôt, sous le nom d'Angelika Aürora Rümelin, elle rencontre Leopold von Sacher-Masoch, devient sa compagne. Ils se marient et ont trois enfants. Elle devient l'incarnation du célèbre roman de son époux La Vénus à la fourrure (1870). Plus tard, elle écrit son roman autobiographique qu'elle intitule Confession de ma vie, et publie sous le pseudonyme de Wanda. Elle devient Wanda von Sacher-Masoch. De nombreux biographes ont écrit sur elle. De son vivant, Carl-Felix de Schlichtegroll a écrit deux biographies qui sont en contradiction avec l'autobiographie de Wanda. Victime lucide dans son autobiographie, elle devient une aventurière sous la plume de Schlichtegroll.
Rétrospectivement, pour Gilles Deleuze, de Leopold von Sacher-Masoch, elle est : « sa compagne à la fois docile, exigeante et dépassée ».

## Confession de ma vie
Dans Confession de ma vie, son roman autobiographique, elle se place en tant que victime d'un mari déséquilibré. Et, pendant longtemps, les pseudo-biographes de Sacher-Masoch n'ont fait que « la paraphraser sans aucun sens critique ».
Aveu :

Lorsqu'elle rencontre Masoch elle se fait passer pour une veuve car elle n'est pas vierge. Elle se garde bien de lui dire qu'elle le connaît à travers Madame Frischauer. C'est seulement à la naissance de son premier enfant que Wanda avoue son enfance. Un père inactif qui tente de devenir infanticide et d'en finir avec sa femme. Il les abandonne dans le dénuement le plus complet. Elle n'a jamais été mariée. Elle n'a rien de la femme idéale que Leopold von Sacher-Masoch peint dans ses romans. Elle en a joué pour le séduire. Elle a menti. Il lui pardonne. Mais était-il vraiment dupe ? En tous cas, il s'engage à beaucoup travailler pour faire vivre dignement son épouse et ses enfants.

## Contre-attaque
Schlichtegroll, dans Wanda sans masque et sans fourrure, contre attaque Wanda lorsqu'elle publie ses confessions. Il agit sous un pseudonyme qui signifie « qui apaise les rancœurs ». Il semble avoir une très mauvaise réputation, en effet, selon Bernard Michel, le dit secrétaire ne serait qu'un parasite, profiteur, secrétaire auto-proclamé de Leopold von Sacher-Masoch. Masoch ne l'a jamais eu à son service. Il s'agirait d'un noble allemand, originaire des régions Baltes qui passe deux semaines chez Hulda, la seconde épouse de Leopold von Sacher-Masoch. Il interroge, fouille dans les papiers pour écrire les deux livres. Il a le mérite, selon Bernard Michel de reproduire des passages entiers du journal de Sacher-Masoch et des documents disparus et irremplaçables aujourd'hui.
Selon Bernard Michel : Carl-Felix von Schlichtegroll affirme que la mère d'Aürora aurait tenu un tabac, « le petit tabac du cirque », où la fille vendeuse, aurait attiré une clientèle de vieux messieurs intéressés par ses charmes. Carl-Felix von Schlichtegroll avait trouvé une lettre de 1867 du colonel des hussards Alexandre Rigyitzki qui avoue à Aürora « avoir passé des heures paradisiaques (...) dont la  suite fut une déception très amère »
En 1908, Wanda dénonce les affabulations du présumé secrétaire de son ex-époux avec le livre Masochisme et Masochistes

## Œuvre[7]
- Der Roman einer tugendhaften Frau. Ein Gegenstück zur « geschiedenen Frau » von Sacher-Masoch, Prague, s.e., 1873.
- [Aurora von Sacher-Masoch], Echter Hermelin. Geschichten aus der vornehmen Welt, Berne, Frobeen, 1879.
- Die Damen im Pelz. Geschichten, Leipzig, E. L. Morgenstern, 1882.
- [Wanda von Sacher-Masoch], Meine Lebensbeichte. Memoiren, Berlin & Leipzig, Schuster & Loeffler, 1906.
- [Wanda von Sacher-Masoch], Masochismus und Masochisten. Nachtrag zur Lebensbeichte, Berlin & Leipzig, Hermann Seemann, 1908.

### Travaux de traductions sous pseudonyme
- Elle traduit une partie des œuvres de Sacher-Masoch sous le pseudonyme de D. Dolores.

### Traduction en français
- Confession de ma vie (Meine Lebensbeichte. Memoiren), sans mention de traducteur[8], Paris, Mercure de France, 1907 (pré-publié dans la revue du Mercure de France de janvier à avril[9]).
- Confession de ma vie, préface de Pascal Pia, Paris, Claude Tchou, 1967.
- Wanda de Sacher-Masoch, Confession de ma vie, préface de Jean-Paul Corsetti, coll. « L'Infini », Paris, Gallimard, 1989,  (ISBN 978-2070715169).

### Biographie
- Wanda sans masque et sans fourrure par Carl-Felix de Schlichtegroll
- Sacher-Masoch et le masochisme (1901) par Carl-Felix de Schlichtegroll

### Biographes
- Bernard Michel
- Jean Paul Corsetti
- Carl-Felix de Schlichtegroll
- Daniel Leuwers
- Emmanuel Dazin
- Thérèse Bentzon
- Leopold Stern
- George-Paul Villa